# Batalha do Museu
Batalha do Museu est un collectif culturel et un exemple d'événement de battle-rap organisé à Brasilia, au Brésil. Il est créé en 2012 par Gerson Macedo de Oliveira, également connu sous le nom de Zen MC. L'événement a généralement lieu tous les dimanches au musée national de Brasilia.

## Histoire
En 2012, Gerson Macedo veut pratiquer et développer ses compétences en rap freestyle, et crée donc l'événement Batalha do Museu. En 2018, il y a polémique lorsque MC Zen fait un freestyle sur le gouverneur Rodrigo Rollemberg, présent à ce moment à l'événement. En 2022, Batalha do Museu accueille les Freestyle Master Series (FMS), en organisant le tour de qualification de Brasiliense. Les artistes qui participent à l'événement sont : Zen, Vitu, Menezes, Japa, Durap, CN, Tonhão, Kadoshi, Levinsk, Ruto, Dias, Motta, MT, CS et Gomes. Les femmes participent également à l'événement de Batalha do Museu, ainsi que les enfants,. Certains artistes émergent après avoir acquis une visibilité nationale grâce à la Batalha do Museu, notamment : Alves, Biro Ribeiro, Emtee Beats, Froid, MC Sid, Murica, Nauí, Jean Tassy, entre autres,,,. L'événement Batalha do Museu inspire également d'autres festivals de battle rap à travers le Brésil, tels que la Imperatriz Battle, actuellement située dans l'État de Maranhão.

## Fonctionnement
Les battles commencent généralement par un « pile ou face » pour déterminer quel MC commencera. Le MC qui commence a généralement 45 secondes pour rapper en freestyle contre l'autre MC, créant ainsi une attaque. L'autre MC dispose alors de 45 secondes pour se défendre en développant ses vers freestyle. Une fois que le MC qui se défend termine, il attaque pendant 45 secondes. Enfin, le MC qui lance le battle aura 45 secondes pour se défendre, ce qui conclura le battle. En cas d'égalité après les deux premiers tours, un troisième tour est organisé, au cours duquel les deux MC doivent faire des rimes dans un format intercalé, c'est-à-dire qu'un MC fait 8 rimes et l'autre MC réplique avec 8 rimes, le MC qui commence fait alors 4 rimes et l'autre MC répond avec 4 rimes en conséquence. Au cours du troisième tour, ce format intercalé se poursuit jusqu'à la fin du temps imparti (généralement 45 secondes). Le public et les juges déterminent alors le MC gagnant. 
Les MC qui veulent participer doivent donner leur nom et, normalement, 16 personnes sont tirées au sort. À chaque tour, les MC sont éliminés, de sorte qu'à la fin, le gagnant est désigné. Dans les battles, il existe des modèles établis.

## Seletivas Estadual DF

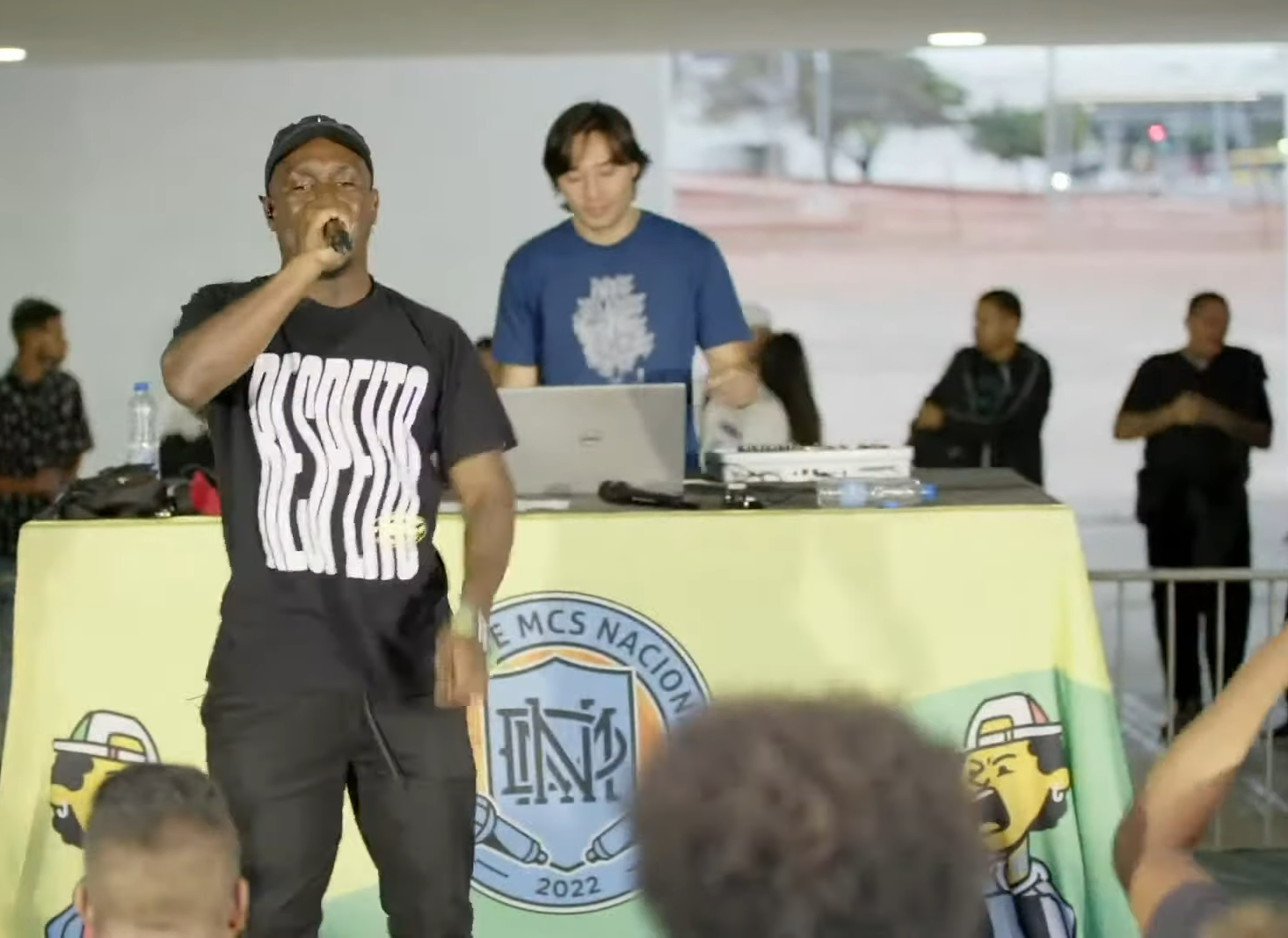
Din avec Emtee Beats à la Sélective d’État du District Fédéral 2022.

Chaque année, Batalha do Museu organise une compétition entre les MC de Brasilia afin d'en sélectionner un pour la National MC Battle Competition, qui se tient généralement à Belo Horizonte. Ainsi, le MC représentant Brasília aura une chance de devenir le MC champion du Brésil. En 2019, le gagnant de Brasilia est le rappeur Hate Aleatório. 16 MC participent à la compétition et Emtee Beats est le DJ de l'événement, jouant les instrumentaux utilisés dans les battles. La finale oppose Hate à MC Jhon.
En 2021, trois MC sont choisis dans le cadre de l'événement Batalha do Museu : Alves, Balota et Gomes. Finalement, Alves devient champion du Duelo Nacional de MCs de 2020, et l'édition a eu lieu en 2021 en raison de la pandémie de Covid-19,.
En 2022, la compétition de battle de MC de l'État de Brasília a eu lieu, avec Douglas Din en tant qu'animateur de l'événement et Emtee Beats chargé des instrumentales et des morceaux. Il y a également eu diverses compétitions de MC dans plusieurs autres États brésiliens, tels que l’Amapá, Rio de Janeiro, São Paulo, entre autres.